# Acraea pallula
Acraea pallula är en fjärilsart som beskrevs av Karl Grünberg 1912. Acraea pallula ingår i släktet Acraea och familjen praktfjärilar. Inga underarter finns listade i Catalogue of Life.